# Chloroxylon swietenia
Chloroxylon swietenia är en vinruteväxtart som först beskrevs av William Roxburgh, och fick sitt nu gällande namn av Dc.. Chloroxylon swietenia ingår i släktet Chloroxylon och familjen vinruteväxter. Inga underarter finns listade i Catalogue of Life.